# Nationale Sternwarte TÜBITAK

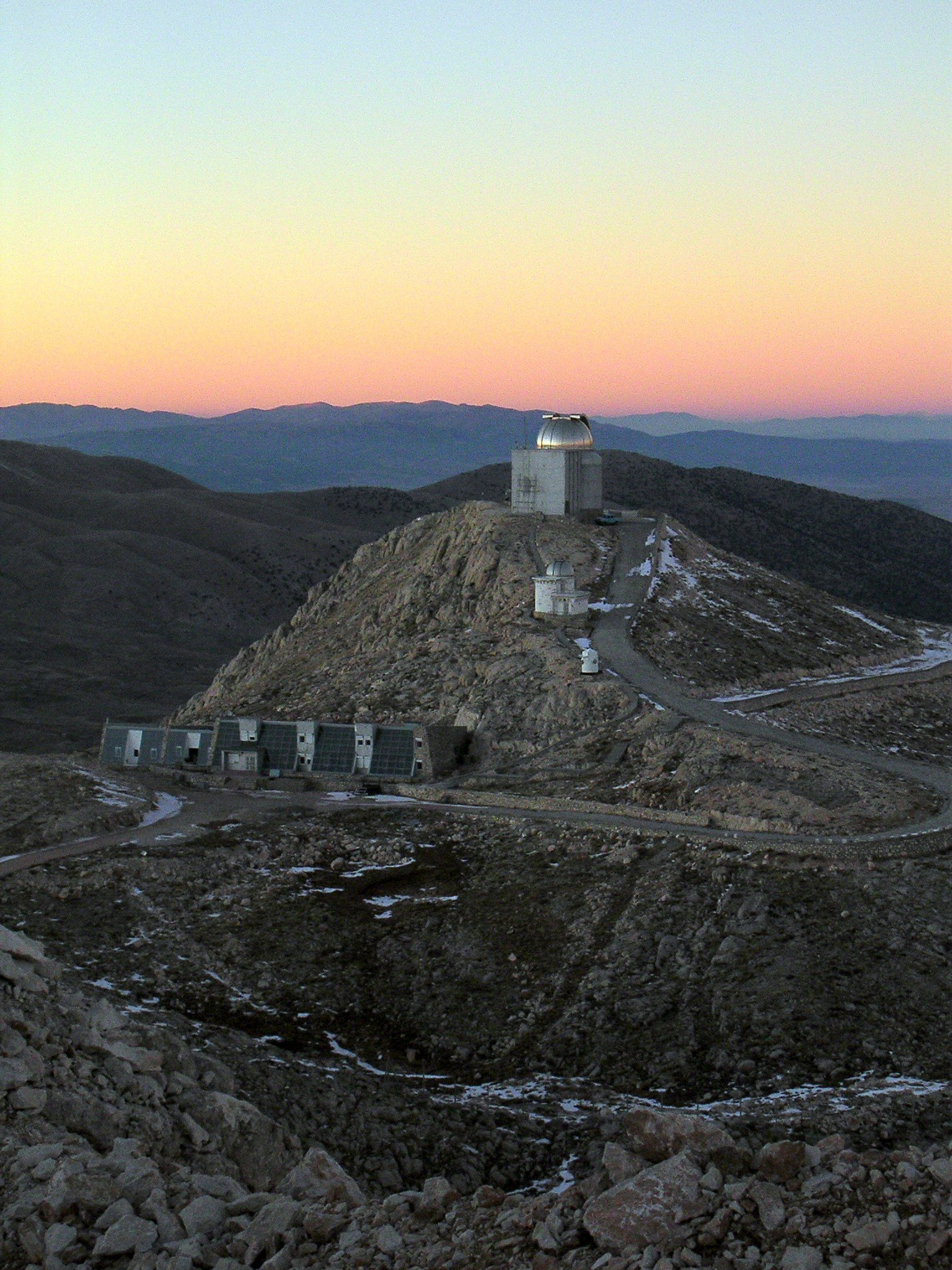
Die Sternwarte nach Sonnenuntergang

Die Nationale Sternwarte TÜBITAK, türk. TÜBİTAK Ulusal Gözlemevi, engl. TUBITAK National Observatory, ist eine Sternwarte des TÜBITAK, einer staatlichen Wissenschaftsinstitution. Sie befindet sich in 2450 Meter Höhe auf dem Bakırlı Dağ etwa 50 Kilometer südwestlich von Antalya, in der Türkei. 
Die Sternwarte verfügt über ein großes Spiegelteleskop, das „Russisch-Türkische-Teleskop“ RTT150 mit einer Apertur von 150 cm, sowie zwei kleinere mit 45 cm, ROTSEIIID, und 40 cm, T40.

## Geschichte
In den 1960er Jahren wurde die Idee einer Nationalen Sternwarte von Professoren der Istanbuler Universität das erste Mal aufgebracht. Im Jahre 1979 wurde schließlich eine Forschungsinstitution namens Uzay Bilimleri Araştırma Ünitesi gegründet. Im Jahre 1983 wurde diese umgewandelt in ein Projekt, das sich der Standortwahl für die Nationale Sternwarte verschrieben hatte. Der Bakırlı Dağ wurde unter vier Standorten ausgewählt. Im Jahre 1991 nahm die Planung konkrete Formen an. Die Federführung übernahm ab 1992 das Staatliche Planungsamt. Die rechtliche Gründung erfolgte im Jahr 1995. Der erste Direktor war Zeki Aslan. Die Inbetriebnahme der Sternwarte erfolgte dann am 5. September 1997 mit einer feierlichen Eröffnung in Anwesenheit des Staats- und Ministerpräsidenten.